# EB/Streymur
Maillots
Actualités
Le EB/Streymur est un club de football féroïen basé à Streymnes.

## Historique
- 1993 : fondation du club par la fusion de l'EB Eiði (fondé en 1913), et de l'ÍF Streymur (fondé en 1976)
- 9 juillet 2013 : première victoire européenne de l'histoire du club (5-1 contre le club andorran du FC Lusitanos)[2]

## Bilan sportif

### Palmarès
- Championnat des îles Féroé (2)
  - Champion : 2008 et 2012

- Coupe des îles Féroé (4)
  - Vainqueur : 2007, 2008, 2010, 2011
  - Finaliste : 2009, 2012 et 2013

- Supercoupe des îles Féroé (3)
  - Vainqueur : 2011, 2012 et 2013
  - Finaliste : 2008 et 2009

### Bilan européen
Note : dans les résultats ci-dessous, le score du club est toujours donné en premier
| Saison    | Compétition         | Tour            | Club            | Domicile | Extérieur | Total  |
| --------- | ------------------- | --------------- | --------------- | -------- | --------- | ------ |
| 2007-2008 | Coupe UEFA          | Premier tour    | MyPa-47         | 1 - 1    | 0 - 1     | 1 - 2  |
| 2008-2009 | Coupe UEFA          | Premier tour Q  | Manchester City | 0 - 2    | 0 - 2     | 0 - 4  |
| 2009-2010 | Ligue des champions | Premier tour Q  | APOEL Nicosie   | 0 - 2    | 0 - 3     | 0 - 5  |
| 2010-2011 | Ligue Europa        | Premier tour Q  | Kalmar FF       | 0 - 3    | 0 - 1     | 0 - 4  |
| 2011-2012 | Ligue Europa        | Deuxième tour Q | Qarabağ FK      | 1 - 1    | 0 - 0     | 1 - 1E |
| 2012-2013 | Ligue Europa        | Premier tour Q  | Gandzasar Kapan | 3 - 1    | 0 - 2     | 3 - 3E |
| 2013-2014 | Ligue des champions | Premier tour Q  | FC Lusitanos    | 5 - 1    | 2 - 2     | 7 - 3  |
| 2013-2014 | Ligue des champions | Deuxième tour Q | Dinamo Tbilissi | 1 - 3    | 1 - 6     | 2 - 9  |

Légende
- Victoire ou qualification pour le tour suivant
- Match nul
- Défaite ou élimination de la compétition

## Identité visuelle

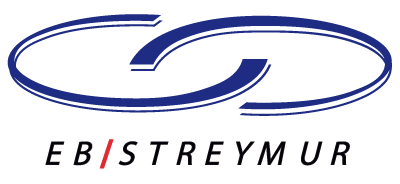
Ancien logo.
Logo actuel.